# Phenacostethus smithi
Phenacostethus smithi är en fiskart som beskrevs av Myers 1928. Phenacostethus smithi ingår i släktet Phenacostethus och familjen Phallostethidae. IUCN kategoriserar arten globalt som livskraftig. Inga underarter finns listade i Catalogue of Life.